# Zoran Pribičević
Zoran Pribičević (Zagreb, 6. travnja 1983.) je hrvatski kazališni, televizijski i filmski glumac. 

## Životopis
U rujnu 2006. godine Zoran Pribičević upisuje Akademiju dramske umjetnosti u Zagrebu, smjer gluma, gdje je 2009. diplomirao BA program. Iste godine postaje član Hrvatskog društva dramskih umjetnika. 2011. godine magistrirao je glumu u klasi profesorice Ivice Boban. Od 2012. do 2019. bio je umjetnički je ravnatelj Kerekesh teatra, a od 2016. do 2019. član ansambla Gradskog kazališta Žar Ptica.
Tijekom studiranja dobio je dvije Rektorove nagrade, i to za oratorij ‘Ivan Grozni’ nastao u suradnji tri umjetničke akademije, a u režiji Borne Baletića i pod dirigentskom palicom maestra Pavla Dešpalja te za ispitnu produkciju maski i karaktera ‘Kako sam se spotaknul’ u režiji Ivice Boban. Nekoliko godina aktivno sudjeluje u radionicama Chekhov metode pod vodstvom Cynthie Ashperger i Ulricha Meyer-Horscha. 
Svoju prvu profesionalnu kazališnu ulogu ostvaruje u predstavi ‘Glasi iz planina’ u režiji Renea Medvešeka, koja osvaja nagradu Orlando za najbolju predstavu na Dubrovačkim ljetnim igrama 2008. 2009. godine sudionik je trećeg Sarajevo Film Festival Talent Campusa. U Sarajevu upoznaje Nancy Bishop preko koje ostvaruje suradnju na BBC-jevom projektu ‘Walking with Dinosaurs’ kao voice over glavne uloge. 
2012. odlazi u Antwerpen na masterclass Jana Fabrea kao jedan od 30 izabranih glumaca od preko 1000 prijavljenih iz cijele Europe. U međuvremenu radi na brojnim projektima, a za posljednji autorski projekt ‘Sutra (ni)je novi dan’ u režiji Ivice Boban i produkciji Teatra Exit dobiva nekoliko nagrada u regiji: Mostarsku lisku za glumačku bravuru ( žiri medija ) i za najboljeg glumca ( ocjena stručnog žirija ) te Nagradu mladom glumcu za ulogu karakterne komike ‘Sabrija Biser’ na Danima satire kazališta Kerempuh. 2015. na Naj naj naj festivalu dobiva nagradu ‘Zlatna žar ptica’ za najboljeg sporednog glumca u predstavi Grimmix Kerekesh teatra. Iste godine nominiran je za nagradu Hrvatskog glumišta u kategoriji najboljeg glumca u predstavi za djecu i mlade, i to za ulogu Edwarda Tudora u predstavi ‘Kraljević i prosjak’ kazališta Žar ptica. 2017. dobiva nagradu ‘Zlatna Žar ptica’ za najboljeg muškog glumca za ulogu Vuka u predstavi Bajka o Žar ptici. Iste godine nominiran je i za najboljeg stranog glumca na New Renaissance Film Festivalu u Londonu za glavnu ulogu u kratkom igranom filmu ‘Uteg’ (The Burden), za isti film 2018. nominiran je za najboljeg glumca i najboljeg redatelja na Amsterdam Interanational filmmaker festivalu.
2011. otvara vlastitu produkcijsku tvrtku, ZIA produkciju, u sklopu koje, između ostalog, režira i piše scenarije za glazbene spotove, radijske i TV reklame. U slobodno vrijeme piše i scenarije za TV formate, kratke i duge igrane forme.
2016. režira, producira i glumi glavnu ulogu u kratkom igranom filmu Uteg – dvadesetominutnom filmu o čovjeku čiji se život zbog nagomilanih problema, dugova i težine stvarnosti raspada. Film 'Uteg' (eng: The Burden) prikazuje se na festivalima u Indiji, Peruu i Londonu, gdje na New Renaissance Film Festivalu dobiva nagradu Honerable mention.

## Filmografija

### Televizijske uloge
- "The Good Ship Murder" (Channel five) kao Vlad Kozlov (2022.)
- "Strike Back" (sedma sezona) kao Domovoy (2019.)
- "Larin izbor" kao Dorian Damjanović (2012.)
- "Bitange i princeze" kao Ante Batinić (2009.)
- "Zakon!" kao sotonist #1 (2009.)
- "Mamutica" kao Tomica (2009.)
- "Zabranjena ljubav" kao Danijel Lončar (2004. – 2006.)
- "Firma" (YouTube serijal)  kao Šef (2021.)

### Filmske uloge
- "Ufuraj se i pukni kao Krešo Prišt (2019.)
- "Fuck off, I love you kao Viktor (2018.).)
- "Zbog tebe" kao Viktor (2017.)
- "Winnetou kao Rattlerov revolveraš (2016.)
- "Kurvo" kao Igor (2011.)
- "Smash!" kao Mario (2010.)
- "Snivaj, zlato moje" (2005.)

### Sinkronizacija
- "DC Liga Super-ljubimaca" kao Superman (2022.)
- "Domaća ekipa" kao Troy Lambert (2022.)
- "Space Jam: Nova legenda" kao Damian Lillard i Michael B. Jordan (2021.)
- "Obitelj Mitchell protiv strojeva" kao Deborahbot 5000 (2021.)
- "Spider-Man: Novi svijet" kao Spider-Man/Peter Parker (2018.)
- "Coco i velika tajna" kao Papa (2017.)
- "Kako je Gru postao dobar" kao Dru (2017.)
- "Lego Ninjago Film" kao Lloyd (2017.)
- "Lego Batman Film" kao Supermen i pilot (2017.)
- "Superknjiga" kao Zaharija (dijete), Vlado, Pastir, Čovjek #1, Razbojnik, Kaleb, Papiga, Benjamin, Petar, Mladi sluga, Maltežanin, Marko, Učenik #2, Tobija, Radnici (S3EP1), Dječak, Egipćanin, Židov #2, Gabriel (S3) i Svećenik #1 (2016. – 2020.)
- "Prste(n) k sebi" kao Sam (2016.)
- "Top Cat: Mačak za 5" kao Grof (2016.)
- "Mune: Čuvar mjeseca" kao Mune (2015.)
- "Violetta" kao Tomas Heredia (2015.)
- "Jan i pirati iz Nigdjezemske" kao Petar Pan (2015. – 2016.)
- "Sofija Prva" kao Rex i Princ Hugo (2015.)
- "Doktorica Pliško" (2015.)
- "Svemoguća Kim" kao Wade (2015.)
- "Ekipa za 6" kao Tadashi (2014.)
- "Čuvari šume: Tajanstveni svijet" kao Nod (2013.)
- "Niko 2: Mali brat, velika frka" kao Luka (2012.)
- "Simsala Grimm" (2011.)
- "Vesele trojke" (2011.)
- "Vrlo zapetljana priča" kao Flin Fakin (2010.)
- "Arthur" kao Arthur (2009.)
- "Zoboomafoo" kao Chris Kratt (2009.)
- "Chuggington" kao Vili
- "Pokémon" kao Clian

## Kazališne uloge
- "Ništa bez reklame", Luda kuća, 2023. , režija: Petra Dugandžić
- "Zdjela Cabaret", Siniša Cmrk , 2023., režija: Mario Kovač
- "Šetači pasa", U.O. Tragači, 2022., režija: Jelena Hadži-Manev
- "Glasnogovornik", Teatar Gavran, 2022., režija: Mladena Gavran
- "Imovina", Kerekesh teatar, 2020., režija: Jan Kerekeš
- "Hamlet za svakoga", Teatar &TD, 2019., režija: Lovro Krsnik
- "Tonček i Točkica", Žar ptica, 2019., režija: Anja Maksić Japundžić
- "Indijanska priča", Žar ptica, 2018., režija: Saša Broz
- "Plava boja snijega", Žar ptica, 2017., režija: Leo Katunarić
- "Durica", Žar ptica, 2016., režija: Renata Carola Gatica
- "Zvižduk s Bukovca", Žar ptica, 2016., režija: Mario Kovač
- "Očeš nečeš, doktor", Kerekesh teatar i HNK Varaždin, 2016., režija: Ljubomir Kerekeš
- "Bajka o Žar ptici", Žar ptica, 2016., režija: Ivica Boban
- "Pinokio", Žar ptica, 2015., režija: Želimir Mesarić
- "Kraljević i prosjak, Žar ptica, 2015., režija: Ivana Čoh Šverko
- "Grimmix", Kerekesh teatar, Varaždin 2014., režija: Ljubomir Kerekeš
- "Tonkica Palonkica Frrr", Žar Ptica, 2014., režija: Robert Raponja
- "Luđakinja iz Challiota", HNK Zagreb, 2014., režija: Krešimir Dolenčić
- "Ja i moji osjećaji", Žar Ptica, 2013., režija: Ivica Boban
- "Sutra (ni)je novi dan", Teatar Exit, 2013., režija: Ivica Boban
- "Ufuraj se i pukni", HNK Varaždin, 2012., režija: Ljubomir Kerekeš
- "Opasne veze", Kazalište Komedija, 2012., režija: Aida Bukvić
- "Pokojnik", Teatar Ulysess, 2012., režija: Lenka Udovički
- "Arturo Ui", Teatar Ulysess, 2011., režija: Lenka Udovički
- "Tri skockana praščića", Trešnja, 2011., režija: Larisa Lipovac i Tamara Curić
- "Družba Pere Kvržice", Žar ptica, 2011., režija: Oliver Frljić
- "Reces i ja", Teatar Exit, 2010., režija : Olja Lozica
- "Dječaci Pavlove ulice, Knap, 2009., režija: Aida Bukvić
- "Opera Medium", Opera bb, 2009., režija: Nenad Glavan

## Vanjske poveznice
- Zoran Pribičević u internetskoj bazi filmova IMDb-u (engl.)